# Poonch (huyện)
Huyện Poonch là một huyện thuộc bang Jammu and Kashmir, Ấn Độ. Thủ phủ huyện Poonch đóng ở Poonch. Huyện Poonch có diện tích 1674 ki lô mét vuông. Đến thời điểm năm 2001, huyện Poonch có dân số 371561 người.